# Helsinki
Helsinki (sau  Helsingfors în limba suedeză), este capitala și cel mai mare oraș al Finlandei. Orașul este situat în sudul țării, pe malul golfului Finic. Zona urbană Helsinki este formată din municipiul capitalei și orașele Espoo, Vantaa și Kauniainen. În total, are o populație de 1.159.211. Helsinki este destul de mic, dar, mai ales în vară, trepidant, având un aer nordic dar și european. În Helsinki se află într-un procent de 10% și populație de altă naționalitate.
Conform unei analize publicate de Culture Trip în 2016, face parte din primele zece cele mai moderne orașe din lume.
Helsinki împreună cu regiunile limitrofe cum ar fi Vantaa, Espoo și Kauniainen alcătuiesc o populație de peste 1.000.000 de locuitori. În această zonă există 29% din locurile de muncă și o treime din produsul intern brut al Finlandei.
Helsinki fiind un oraș important, întâlnim sediul guvernului statului dar și edificii culturale, educaționale sau de cercetare. În regiunile din împrejurimile orașului se întâlnesc în total 8 universități și 6 parcuri tehnologice. 80% din sediile companiilor străine aflate în Finlanda se află în Helsinki și zonele învecinate. Creșterea populației urbane se datorează imigrării persoanelor din mediul rural.
Unul dintre cele mai importante aeroporturi din Finlanda se află la o distană de 40 de minute de centrul orașului și conține rute directe spre diverse orașe de pe glob. De altfel ruta Helsinki-Tallinn durează aproximativ o oră și jumătate pe mare și 18 minute cu elicopterul fiind și cea mai aglomerată. Distanța de la Helsinki până în orașe precum Tampere și Turku poate fi făcută într-un interval de o oră și jumătate, două cu trenul și o oră, două și jumătate cu autoturismul.
Fortificația Suomenlinna de lângă Helsinki a fost înscrisă în anul 1991 pe lista patrimoniului cultural mondial UNESCO.

## Istoria

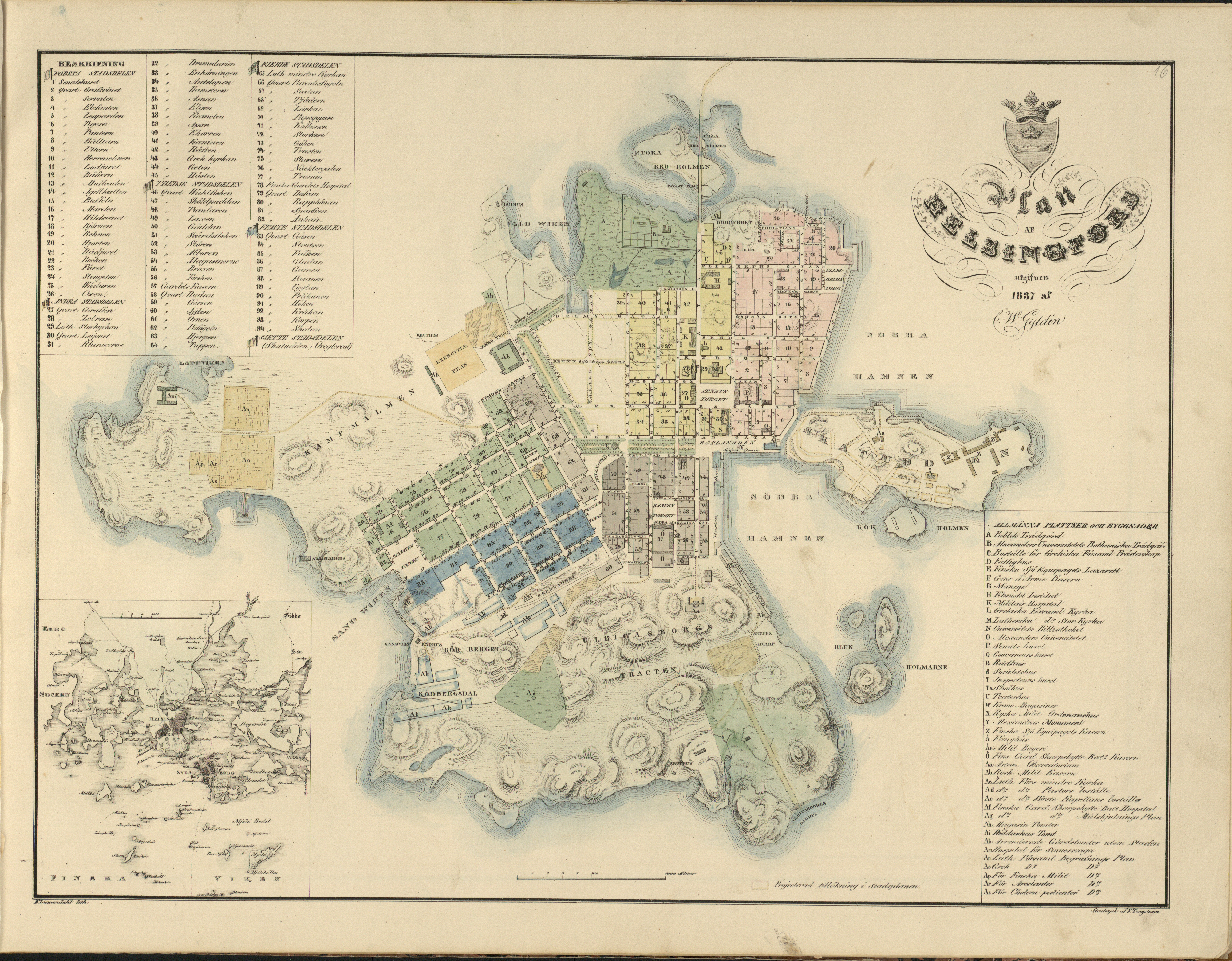
Helsinki în 1837

La început Helsinki era cunoscut sub numele suedez Helsingfors(pronunțat [hɛlsiŋ'fɔrs] sau [hɛlsiŋ'fɔʂ]) însă varianta finlandeză era mult mai folosită în celelalte limbi. Numele de Helsingfors s-a format prin contopirea numelui regiunii Helsinge și cuvântul suedez fors. 
De altfel se bănuiește că Helsinge este numele dat de către imigranții suedezi din provincia Hälsingland.
De către localnici, orașul este de asemenea numit și Stadi(ce provine de la suedezul stad ce înseamnă oraș.) sau Hesa în finlandeză.

### Fondarea orașului

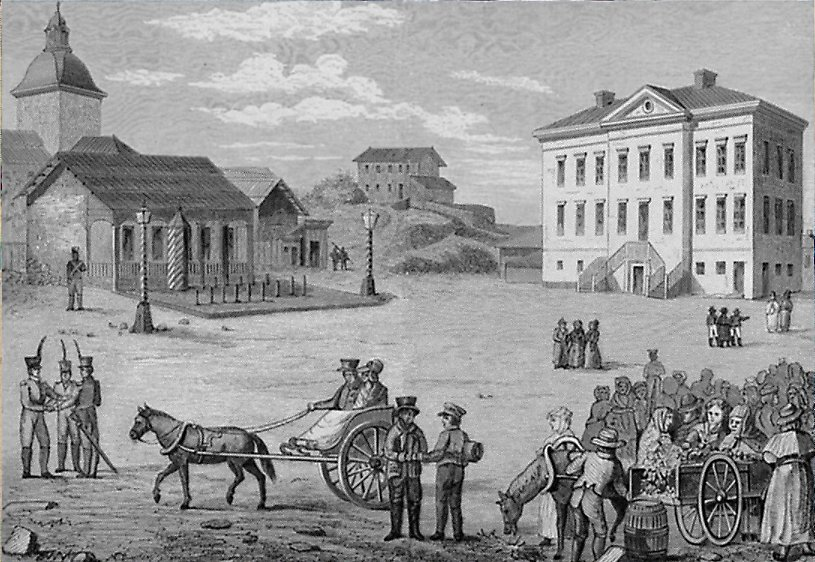
Centrul orașului în 1820, înnaine de reconstruire. Desen de Carl Ludvig Engel.

Orașul a fost ridicat de către regele Gustav I al Suediei cu scopul de a concura cu orașul Tallinn. Orașul a început să fie sufocat de mizerie, războaie și boli. O lungă perioadă de timp a fost un oraș mic și un loc important pentru negustori din regiunea baltică. Construirea fortăreței Sveaborg a crescut numărul de negustori ce veneau în oraș însă o dată ce Rusia a învins Suedia în Războiul finlandez și cu transformarea Finlandei în Marele Principat al Finlandei din 1809 orașul a început să se dezvolte.
Pentru a putea reduce influența suedezilor în Finlanda, Alexandru I al Rusiei a mutat capitala de la Turku la Helsinki în 1827 datorită legăturilor strânse cu Suedia ale orașului. În urma mutării capitalei la Helsinki (astfel Academia Regală Turku devenind azi Universitatea Helsinki). Având o creștere economică prosperă, capitala s-a transformat într-un oraș modern în secolul XX mai ales în zona de centru. În centrul orașului s-au construit clădiri în stil neoclasic similare celor din Sankt Petersburg pentru a reprezenta prosperitatea economică din acea vreme.

### Secolul XX
În anul 1918 Helsinki a fost cucerit de Armata roșie pe data de 28 ianuarie, ce a fost și prima zi de război. Senatul Finlandei a fost mutat la Vassa în ciuda faptului că au mai rămas anumiți senatori și în capitală. După ce Armata roșie a fost înfrântă de către trupele germane ce erau de partea Gărzii Albe Finlandeze, aceștia au recâștigat orașul în aprilie 1918. Spre deosebire de Tampere, Helsinki nu a fost afectat atât de grav în război. După câștigarea finlandezilor mulți foști soldați ai Armatei roșie au fost capturați și au fost închiși. Cea mai mare închisoare avea 13.300 de prizonieri și era în locul de azi al Suomenlinna. Deși războiul civil a adus neplăceri orașului, lucururile au început să revină la normal, chiar sa se dezvolte de-a lungul deceniului arhitecți renumiți precum Eliel Saarinen au creat planuri arhitecturale pentru Helsinki, însă niciodată nu au fost finalizate.
În urma atacurilor cu bombă din Războiul de iarnă (1939-40) și Războiul de continuare (1941-44) Helsinki a fost atacat de bombele sovietice majoritatea raidurilor având loc în primăvara anului 1944. Datorită apărări aeriene făcute cu succes cauzele au fost diminuate, spre deosebire de celelalte orașe din Europa astfel doar un număr mic de bombe reușind să atingă centrul orașului. În 1952 la Helsinki s-au ținut Jocurile Olimpice.
În ciuda atentatelor de la începutul secolului XX orașul a început să se dezvolte încetul cu încetu. Deși celelalte orașe europene se dezvoltaseră deja, urbanizarea acestuia a început la sfârșitul anilor 1970, făcând astfel zona metropolitană să fie una din cele mai rapid dezvoltate din Europa.

## Geografie

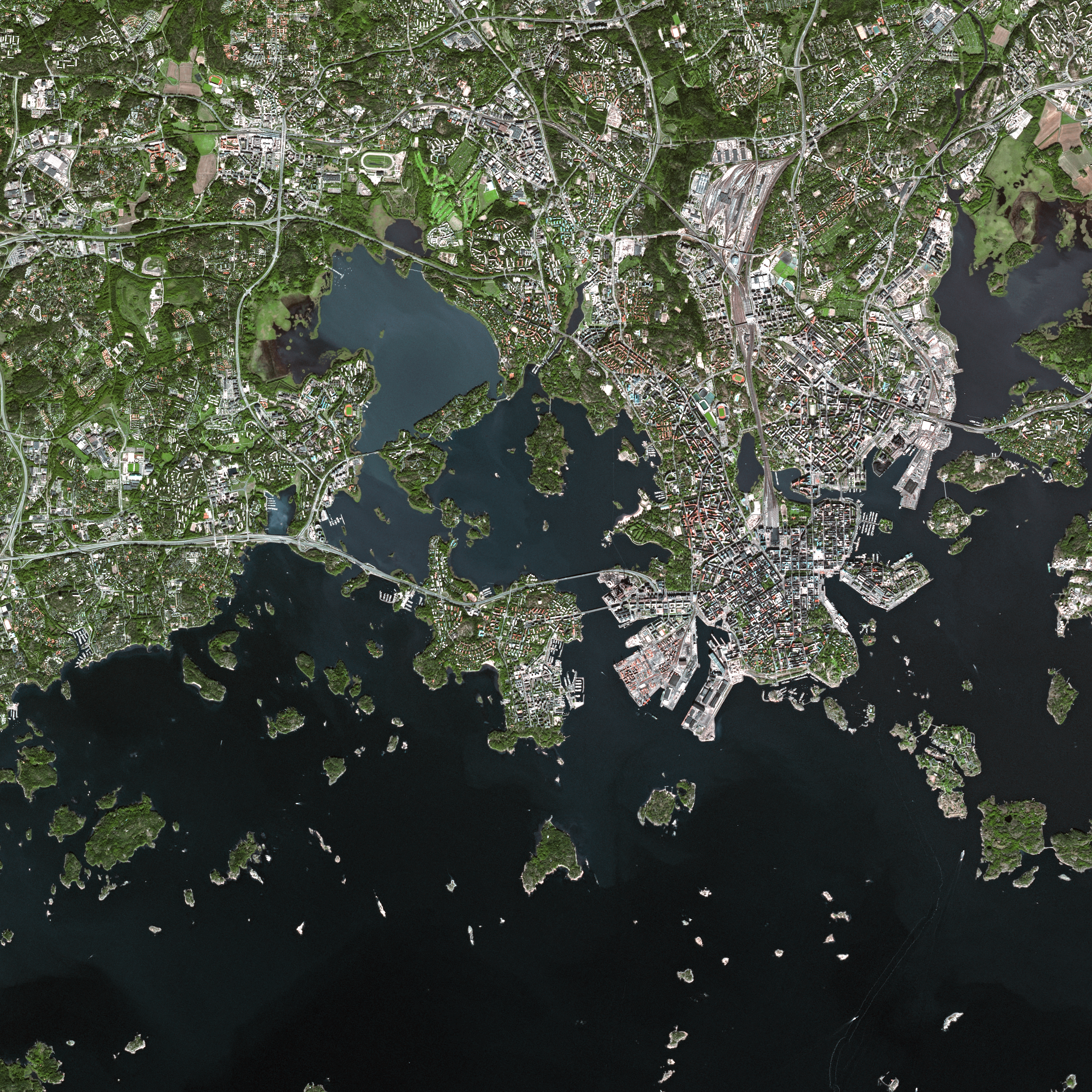
Imagine din satelit a orașului.

Helsinki este situat la 60°10'24" latitudine si 24°56'55" longitudine. Are o arie de 686 km², dintre care 500 km² este acoperit cu apă. Helsinki este așezat pe numeroase peninsule și golfuri. Zona populată ocupă în mare parte peninsula din sud numită Vironniemi. Zona populată din Helsinki are o densitate de 16,469 locuitori 42,719/mp2 numai în zona Kallio, iar în total având o densitate de 3,050 locuitori/mp2, fapt ce face ca față de celelalte orașe europene, Helsinki să aibă o densitate mică. Multe zone din afara centrului orașului sunt suburbii fiecare separate de păduri. Parcul Central din Helsinki poate fi un exemplu ce separă centrul de nordul orașului, în același timp însă fiind și un loc de recreare pentru localnici.
Insule cu o mai mare importanță de lângă Helsinki sunt Seurasaari, Lauttasaari și Korkeasaari.

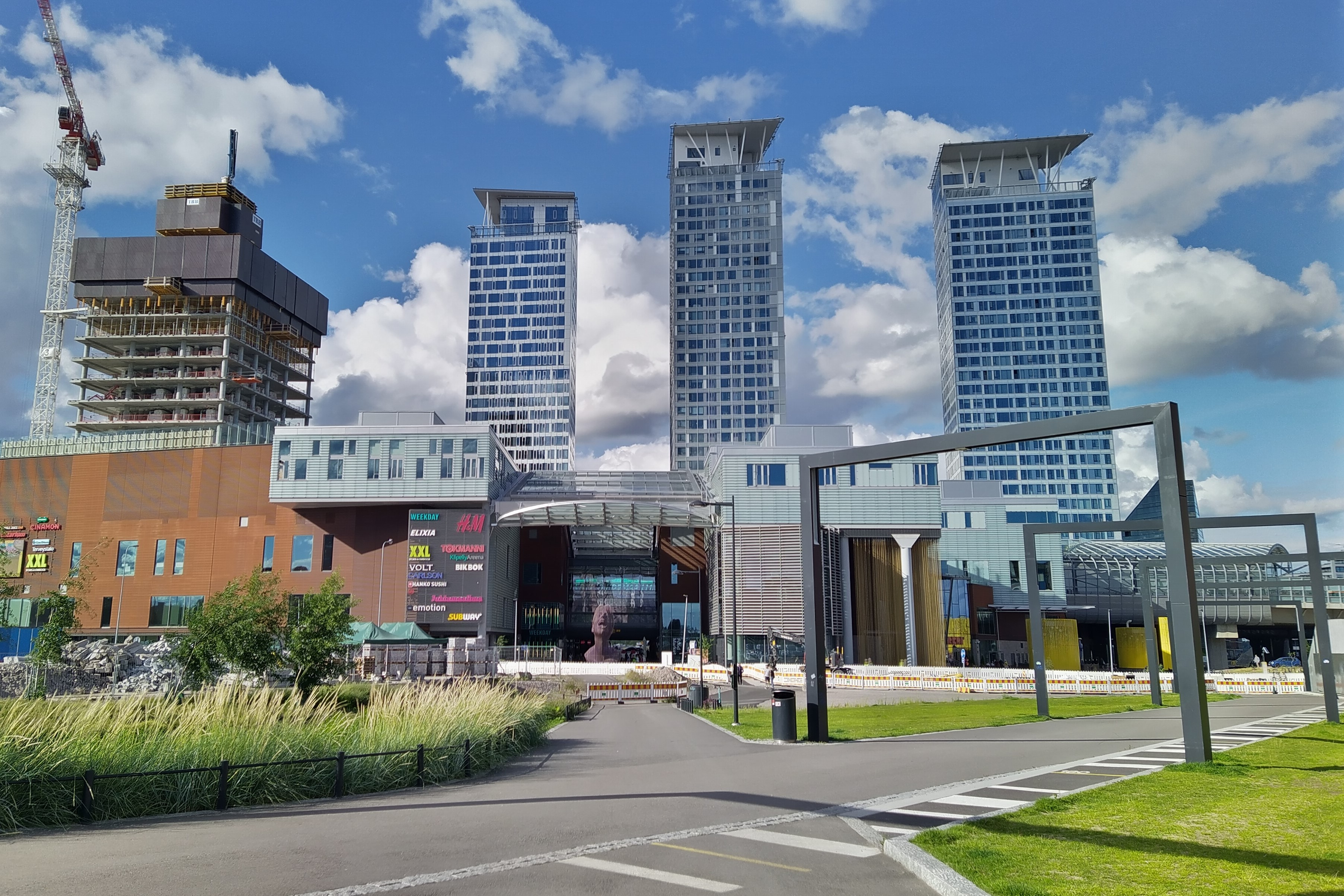
Cartierul Kalasatama și zgârie-nori din Helsinki în iulie 2022.

## Climă
Orașul are un climat temperat-rece, temperaturi specifice fiind precum cele din jurul Mării Baltice și curentului din golf. Iarna există temperaturi mai ridicate decât apar teoretic în zona nordică. În ianuarie și februarie temperaturile ating -5°C. Temperaturi de -20°C nu stau mai mult de o săptămână sau două într-o perioadă de un an.

## Transport
Helsinki este un port important la Marea Baltică, atât pentru marfă cât și pentru pasageri. Transportul de pasageri cu vaporul, mai ales internațional, este foarte comun din cauză că Finlanda este izolată de țarile scandinavice si europene, și cel mai bun mod de transportare rămâne vaporul. Sunt vapoare din Helsinki pana la Turku, al doilea port finlandez, si pana la Tallinn, port mare a Estoniei, Vilnius, Riga, Stockholm și Rostock (Germania), Hamburg și Copenhaga. Cei mai mari operatori de vapoare pentru pasageri sunt Silja, Viking și Tallink. Cea mai comună rută este cea dintre Helsinki și Talin, Estonia.
Helsinki are o rețea de transport local foarte avansată în comparație cu restul Europei. Transportul se face posibil cu o linie de metrou (Metroul din Helsinki), plus autobuze și tramvaie multe.

Catedrala din Helsinki

### Aerian
Aeroportul Internațional Helsinki este situat în orașul Vantaa, în afara municipiului. Aeroportul este deservit de multe linii aeriene, mai ales Finnair, compania națională de aviație. Sunt zboruri internaționale de la Tallinn, plus alte destinații europene.

## Oameni cunoscuți
Cei care sunt originare din Helsinki, activează, sau au trăit în acest oraș.
- Alvar Aalto
- Paavo Nurmi
- Linus Torvalds
- membrii formației Nightwish
- membrii formației HIM
- membrii formației The Rasmus
- membrii formatiei The 69 Eyes

## Vezi și

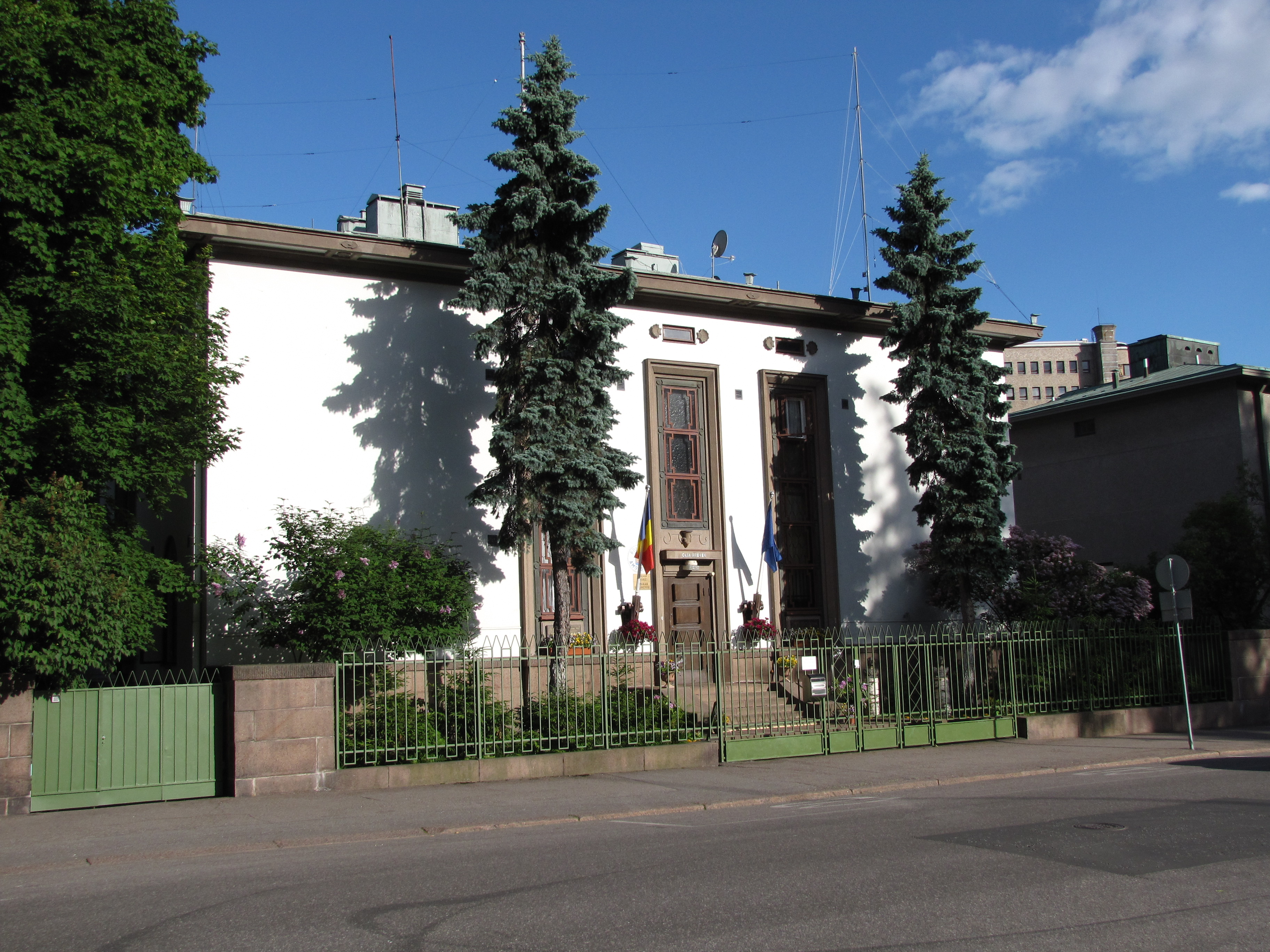
Ambasada României la Helsinki.